# Monte Latimojong
Latimojong, Rantemario (indonesio: Gunung Latimojong) es una montaña situada en la provincia de Célebes Meridional, Célebes, Indonesia. Con 3.478 metros, es la montaña más alta de la isla,  aunque algunas fuentes señalan el monte Rantekombola como el punto más alto.
Localmente, Rantemario se conoce más comúnmente como Latimojong. Latimojong es también el nombre de la cordillera local y el área de bosque de la cual Rantemario es el pico más alto. 
El Rantemario puede ser escalado desde el pueblo de Kerangan y tiene ocho puntos de parada designados, algunos de los cuales son adecuados para acampar y tienen acceso al agua. El pueblo más cercano es Baraka, a 8 km de la carretera principal entre Makassar y Tana Toraja. 